# Paramorbia rostellana
Paramorbia rostellana är en fjärilsart som beskrevs av Philipp Christoph Zeller 1877. Paramorbia rostellana ingår i släktet Paramorbia och familjen vecklare. Inga underarter finns listade i Catalogue of Life.